# Neopasiphae insignis
Neopasiphae insignis là một loài Hymenoptera trong họ Colletidae. Loài này được Rayment mô tả khoa học năm 1930.